# Guilt Machine
Guilt Machine est un groupe de metal progressif néerlandais. Il est formé en 2009 par le multi-instrumentiste Arjen Lucassen connu pour son projet musical Ayreon. Le premier album, On This Perfect Day est sorti fin août 2009, comprenant Jasper Steverlinck au chant principal, Chris Maitland à la batterie et Lori Linstruth à la guitare.

## Biographie
En février 2009, Arjen annonce sur son site web, l'arrivée d'un nouveau projet appelé Guilt Machine. Ce projet comprend une formation très limitée des projets parallèles d'Arjen : Arjen Lucassen à tous les instruments et aux chœurs, Jasper Steverlinck (Arid) au chant, Chris Maitland (ex-Porcupine Tree) à la batterie, et Lori Linstruth (ex-Stream of Passion) à la guitare. Arjen signera au label Mascot Records en 2009. Arjen rapporte avoir reçu plus de 200 messages audio de la part des fans, mais que seulement 19 seront inclus sur l'album. Les langues varient entre chinois et tagalog, et français et russe.
Le 23 juin 2009, Lucassen annonce la sortie du premier album de Guilt Machine, On This Perfect Day. Il est publié le 28 août en Allemagne, en Autriche et en Suisse, le 31 août dans le reste de l'Europe, le 29 septembre aux États-Unis, et les dates japonaises restent en suspens,.